# Grandham
 Grandham  es una población y comuna francesa, en la región de Champaña-Ardenas, departamento de Ardenas, en el distrito de Vouziers y cantón de Grandpré.
Está integrada en la Communauté de communes de l'Argonne Ardennaise.

## Demografía
| 125 | 186 | 197 | 187 | 256 | 246 | 259 | 259 | lac. | lac. | 243 | 210 | 220 | 208 | 196 | 192 | 177 | 154 | 156 | 131 | 128 | 128 | 110 | 103 | 120 | 101 | 103 | 72 | 67 | 48 | 39 | 49 | 53 | 54 |
| Para los censos de 1962 a 1999 la población legal corresponde a la población sin duplicidades (Fuente: INSEE [Consultar]) |     |     |     |     |     |     |     |      |      |     |     |     |     |     |     |     |     |     |     |     |     |     |     |     |     |     |    |    |    |    |    |    |    |